# Geografia Togo

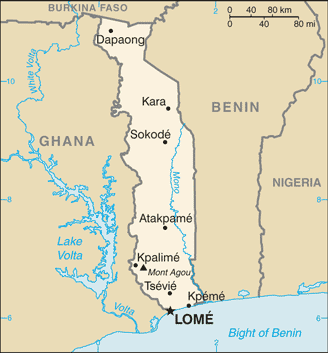
Mapa Togo

Togo – państwo położone w Afryce Zachodniej nad Zatoką Gwinejską, należącą do wód Oceanu Atlantyckiego. Obszar dzisiejszego Togo został odkryty przez Portugalczyków w 1471 roku. W czasach kolonialnych, Togo było obiektem rywalizacji: Niemiec, Francji i Wielkiej Brytanii. Ostatecznie kraj w okresie I wojny światowej stał się kolonią francuską. Dzisiejszym świadectwem tego faktu jest to, że oficjalnym językiem kraju jest francuski. Togo odzyskało niepodległość w 1960 roku.

## Powierzchnia i granice
Powierzchnia – 56 785 km²
Skrajne punkty – północny 11°10′N, południowy 6°10′N, zachodni 0°, wschodni 1°40′E. Najdalej na zachód wysunięty punkt leży na południku Greenwich. Rozciągłość południkowa kraju wynosi około 540 km, a równoleżnikowa waha się od 100 do 150 km.
Togo graniczy z następującymi państwami:
- Benin – 644 km
- Burkina Faso – 126 km
- Ghana – 877 km

Linia brzegowa wynosi – 56 km

## Budowa geologiczna i rzeźba

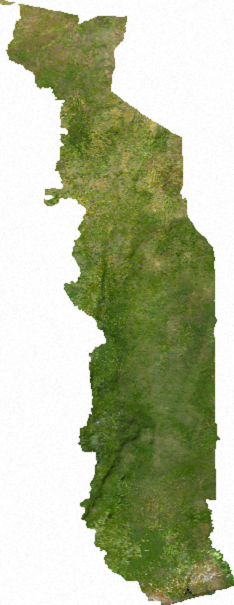
Satelitarna mapa Togo

Togo, jak wszystkie państwa leżące nad Zatoką Gwinejską, leży na krystalicznej tarczy gwinejskiej i ma podobną budowę geologiczną do swego zachodniego sąsiada – Ghany. Większą część kraju zajmuje niezbyt wyżynny płaskowyż zbudowany z piaskowców, łupków i wapieni. Reszta kraju, czyli obszary południowe – jest nizinna. Tereny górskie zajmują niewielką część kraju. Góry leżą w południowo-zachodniej części kraju; zbudowane są głównie z kwarcytów; maksymalna wysokość – Mont Agou – to 1026 m n.p.m.
Obszary wyżynne kraju zajmują środkową i północną część kraju; leżą na wysokości od 200 do 300 m n.p.m. Strefa nadbrzeżna jest nizinnym obszarem równin, które powoli wznoszą się w kierunku północnym przechodząc w płaskowyże. Strefa nadbrzeżna wznosi się od 70 do 100 m n.p.m. Wybrzeże kraju jest w przeważającej części lagunowe z często występującymi piaszczystymi wydmami.
Północny kraniec Togo obniża się przechodząc w dolinę rzeki Oti, by ponownie wnieść się na wysokość rzędu 200–250 m n.p.m.

## Klimat

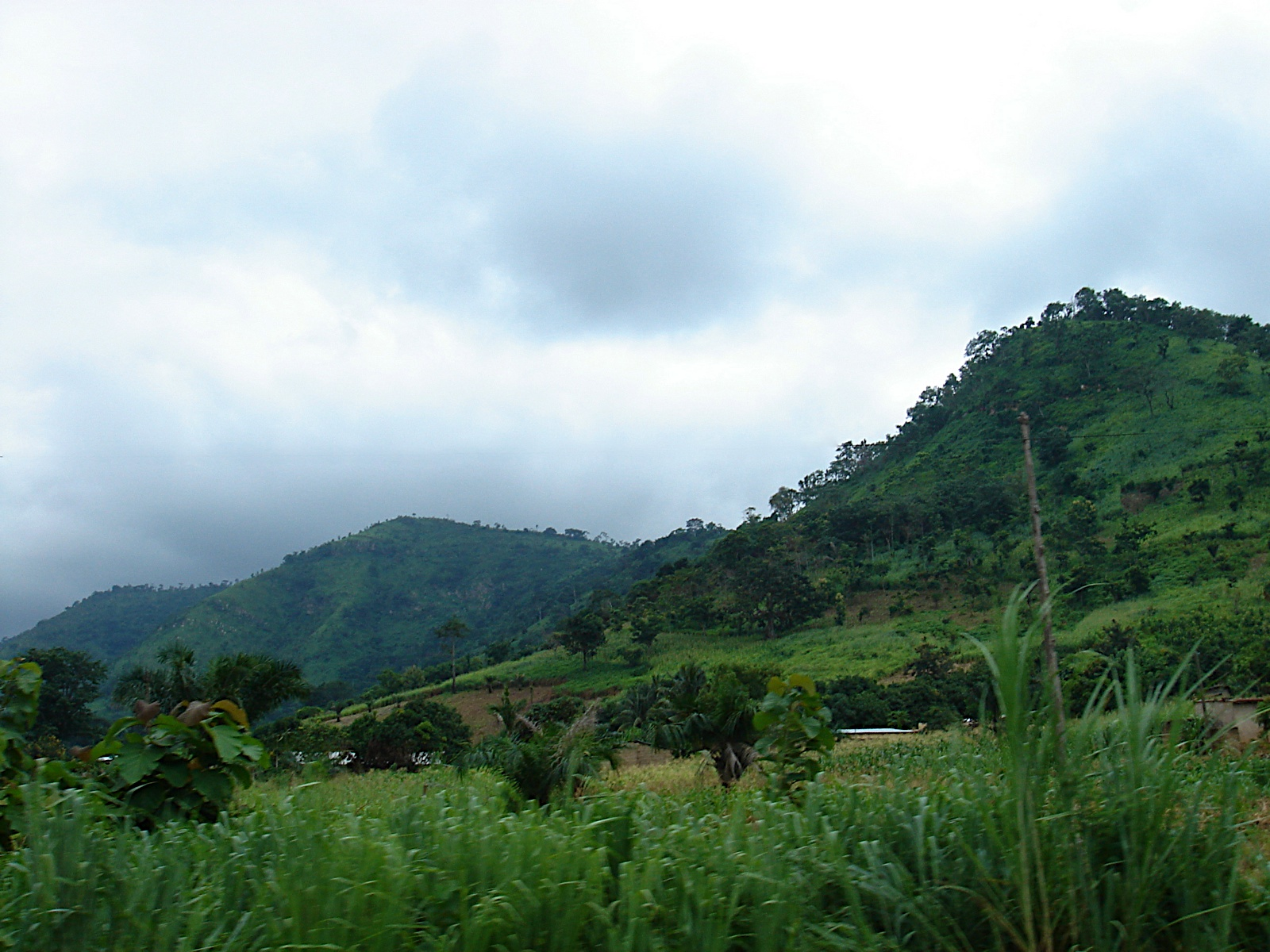
Środkowa część kraju

Togo leży w strefie klimatu podrównikowego, gdzie występują lokalne strefy mikroklimatyczne. Obszary leżące na północy mają charakter klimatu zbliżonego do monsunowego, a wybrzeże kraju jest dość suche.
Największe opady występują na obszarach wysoko położonych. Najwyższa średnia opadowa notowana w górach wynosi do 1700 mm deszczu rocznie. Średnio w kraju spada około 900 mm deszczu. Nad oceanem spada średnio 700–800 mm deszczu rocznie. Na południu występują dwie pory deszczowe: pierwsza od marca do czerwca i druga od września do listopada. Na północy jest jedna pora deszczowa, trwająca od kwietnia do lipca.
Togo cechuje duża wilgotność powietrza i wysokie temperatury, choć ich amplitudy nie są duże. Temperatury wahają się od 25 do 30 °C. Najgoręcej jest w kwietniu, gdy na północy wartości termiczne przekraczają 30 °C. W porze suchej na północy kraju wieje suchy wiatr harmattan znad Sahary. W czasie pór deszczowych częstym zjawiskiem są burze.

## Wody
Sieć rzeczna jest uboga. Rzeki na północy kraju należą do dorzecza Wolty, zaś na południu uchodzą do Oceanu Atlantyckiego. Rzeki Togo są krótkie i cechują się dużymi wahaniami wodostanów. Główną rzeką na północy jest Oti, na krótkim odcinku przepływająca przez ten kraj. Na południu główną rzeką jest Mono, która uchodzi do Atlantyku. Rzeka ta jest żeglowna jedynie w swym dolnym biegu. Największe jezioro kraju to Togo.

## Gleby
Większość powierzchni kraju pokrywają typowe dla sawann gleby ferruginowe, bogate w żelazo. Gleby ferruginowe są czerwonej barwy glebami laterytowymi. Gleby te w południowej, równinnej i bardziej suchej części kraju, przechodzą w wertisole. Na wybrzeżu występują miejscami bagienne gleby namorzynowe.

## Flora

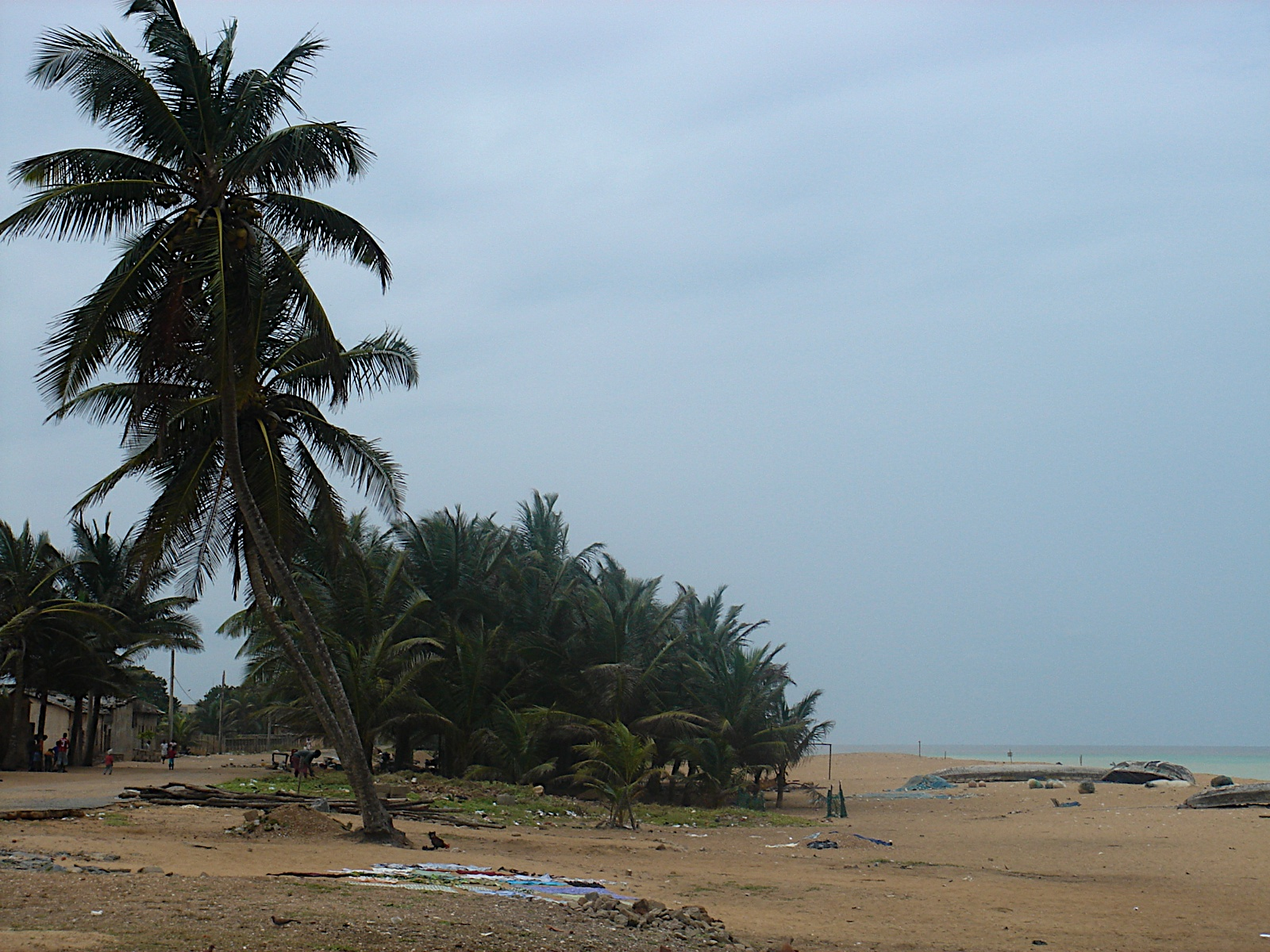
Wybrzeże Togo

Zdecydowana większość terytorium Togo porośnięta jest wysokotrawiastą sawanną, na której miejscami rosną zdegradowane lasy tropikalne. Lasy zajmują jedną czwartą powierzchni kraju. W wyższych partiach gór można spotkać fragmenty wilgotnych lasów równikowych. Powszechnym gatunkiem drzew w Togo są palmy i akacje, a w lasach eukaliptusy i hebanowce, które są nadmiernie wycinane przez ludzi.
Wybrzeże kraju jest miejscami porośnięte roślinnością bagienną i niewielkimi fragmentami lasów namorzynowych. Poza bagiennymi gatunkami roślin, powszechne są palmowate. Nad rzekami miejscami rosną lasy galeriowe.

## Fauna
Świat zwierząt w Togo uległ znacznemu zubożeniu w ciągu ostatnich kilkudziesięciu lat. Główną przyczyną takiego stanu rzeczy jest rozszerzanie areału ziem uprawnych oraz degradacja lasów. Na terenach słabo zaludnionych można spotkać słonie, lwy i antylopy, a nad rzekami krokodyle i hipopotamy. W lasach, ale i też na obszarach wilgotnych sawann żyje kilka gatunków małp, są to głównie pawiany i szympansy. Na bagiennych terenach nadbrzeżnych występują płazy i gady w tym jadowite węże.
W celu ochrony przyrody utworzono kilka obszarów chronionych, zajmujących 8% powierzchni Togo. Do takich obszarów zalicza się m.in. Park Narodowy Fazao Malfakassa.